# Erik Weiman

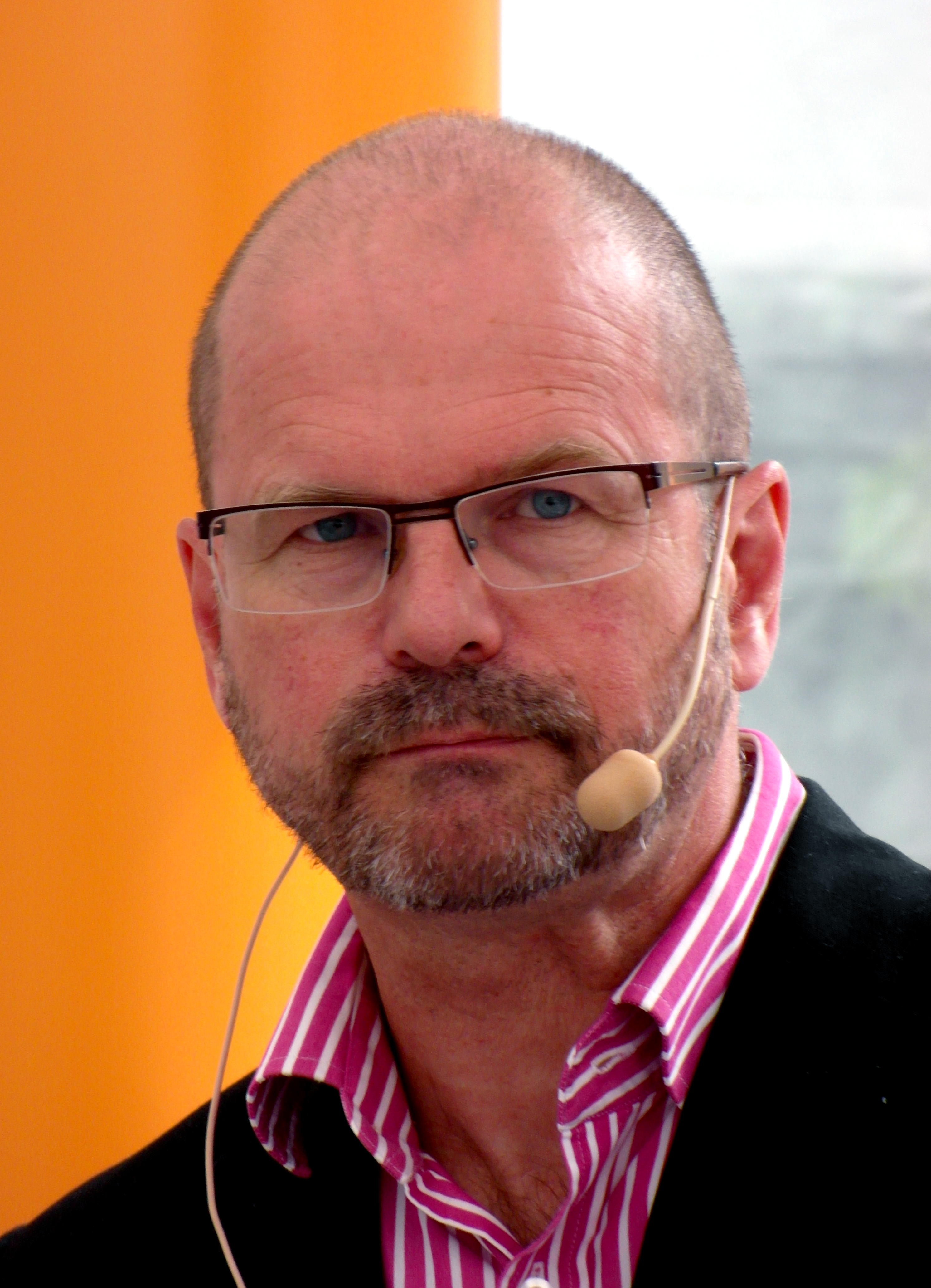
Erik Weiman i Almedalen 2013.

Erik Weiman, född den 30 januari 1961 i Solna församling, moderat politiker, valdes i oktober 2006 till landstingsråd och ordförande i landstingsstyrelsen i Uppsala län. Han avgick som landstingsråd till följd av valresultatet 2014. Weiman har också haft flera andra politiska uppdrag, bland annat som vice ordförande i Mälardalsrådet, ledamot i kommunfullmäktige i Knivsta kommun, ersättare i riksdagen samt i Rikssjukvårdsnämnden. Tidigare har Weiman arbetat inom handeln samt drivit eget konsultföretag inom marknadsföring och kommunikation.
Weiman växte upp i Edsbyn i Hälsingland, aktiverade sig i politiken i slutet av 1970-talet och var under 1980-talet ledamot i Moderata Ungdomsförbundets förbundsstyrelse. Han var samtidigt verksam i kommunalpolitiken, först i Gävle kommun och senare i Uppsala kommun, där Weiman hade en lång rad uppdrag i bland annat kommunstyrelse, kommunfullmäktige och olika kommunala nämnder. Inför valet 2002 tog Weiman aktiv del i bildandet av den nya kommunen Knivsta. 2000–2006 var Weiman politisk sekreterare för Moderaterna i Uppsala.
Erik Weiman är gift och far till tre barn.